# آلبرتوس ماگنوس

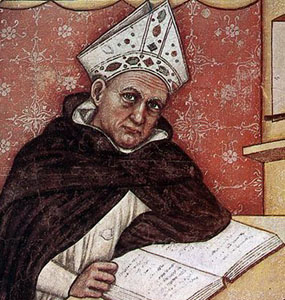
آلبرت کبیر

آلبرت کبیر (۱۱۹۳؟ -۱۲۸۰) که در زبان‌های اروپایی با نام لاتین آلبرتوس ماگنوس Albertus Magnus شناخته می‌شود، بزرگ‌ترین فیلسوف آلمان در سده‌های میانه بود و به عقیده بسیاری از مورخان او نخستین زمینه ساز رنسانس در اروپا شناخته می شود . او یکی از ۳۳ نفری است که از سوی واتیکان لقب دکتر کلیسا گرفته‌اند. «کبیر» در نام او نوعی لقب نیست و ترجمهٔ لاتینی نام خانوادگی او de Groot است که معنی بزرگ یا کبیر است.
آلبرتوس ماگنوس در لاوینگن، بر کرانه رود دانوب در ایالت بایرن، به دنیا آمد. برای تحصیلات به پادوا در ایتالیا رفت و با آثار ارسطو آشنا شد. در همین دوره مدّعی دیدن مریم مقدس شد و به سلک راهبان فرقه دومینیکن درآمد. آثاری فلسفی در رد ابن رشد نوشت. توماس آکویناس شاگرد او بود و آلبرت آثاری در دفاع از راست‌کیشی او نوشت.
یکی از کارهای بزرگ او در علم شیمی اکتشاف زرنیخ (سولفید آرسنیک) در سال ۱۲۵۰ م است.
دانته از پیروان او بود و در کمدی الهی از او و توماس آکویناس نام می‌برد.